# A. J. Casson

A. J. Casson und Margaret Casson, Ontario Society of Artists, 75. Jahresausstellung, 1947.

Alfred Joseph Casson (* 17. Mai 1898 in Toronto, Ontario; † 20. Februar 1992 ebenda) war ein kanadischer Maler und war das jüngste Mitglied der einflussreichen Künstlergruppe Group of Seven.

## Leben
A. J. Casson zeigte früh Interesse an Kunst und begann 1913 an der Hamilton Technical School in Toronto zu studieren. Zwischen 1915 und 1917 setzte er seine Ausbildung an der Central Technical School in Toronto fort, wo er unter Alfred Howell und Harry Britton lernte. 1919 begann er eine Lehre  als Drucker bei Frank Carmichael, einem Mitglied der Group of Seven. Später arbeitete er bei Sampson & Matthews, wo er bis 1957 Vizepräsident und künstlerischer Leiter war. Erst nach seiner Pensionierung widmete er sich ganz der Kunst. A. J. Casson war Mitbegründer der Canadian Society of Painters in Watercolour und setzte sich aktiv für die Förderung der kanadischen Kunst ein. Während des Zweiten Weltkriegs war er an der Organisation des Programms für Kriegskünstler beteiligt.
A. J. Casson starb am 20. Februar 1992 und wurde auf dem Gelände der McMichael Canadian Art Collection in Kleinburg, Ontario, beigesetzt, wo auch andere Mitglieder der Group of Seven ruhen.

## Werk
A. J. Casson ist vor allem bekannt für seine Darstellungen ländlicher Landschaften im Süden Ontarios, insbesondere von Dörfern, Wäldern und Farmen. Stilistisch zeichnet sich seine Kunst durch klare Linien, dramatische Beleuchtung und eine Reduktion der Formen auf zwei Dimensionen aus. Er bevorzugte die Aquarellmalerei, wandte sich später aber auch anderen Techniken zu. Zu seinen bekanntesten Werken zählen Anglican Church at Magnetawan (1933) und Summer Sun (1940). Seine Werke spiegeln eine einzigartige Mischung aus Präzision und künstlerischer Abstraktion wider, die oft eine ruhige, fast unheimliche Stimmung erzeugt.

## Auszeichnungen
Casson erhielt zahlreiche Auszeichnungen, darunter die Goldmedaille der University of Alberta (1957), die Silberne Centennial Medal (1967) und die Ehrendoktorwürde der University of Toronto (1975). Er war Präsident der Ontario Society of Artists (1948) und der Royal Canadian Academy (1948).